# Rosella Hightower

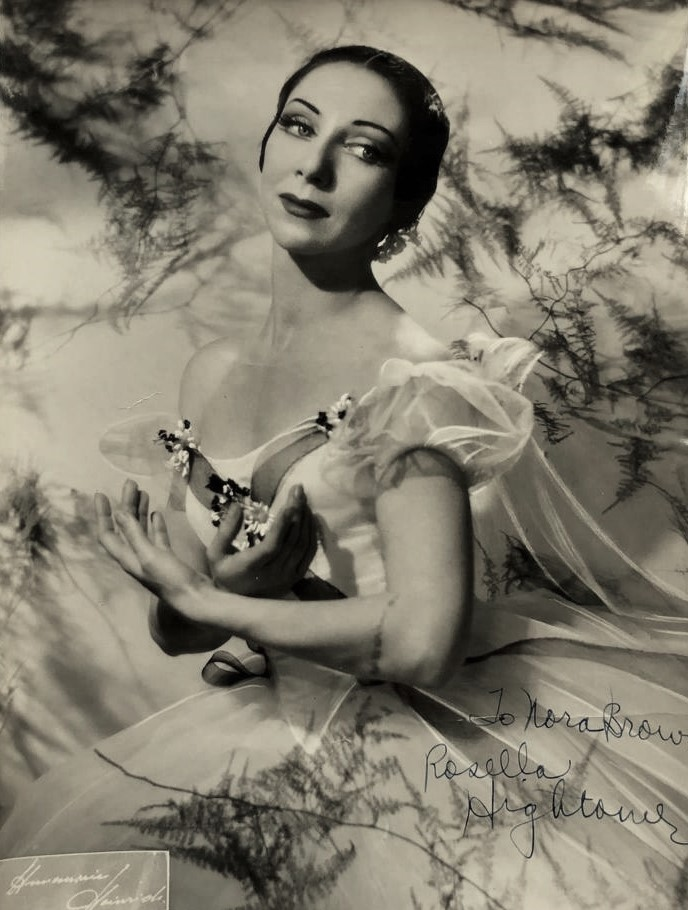
Rosella Hightower, 1940

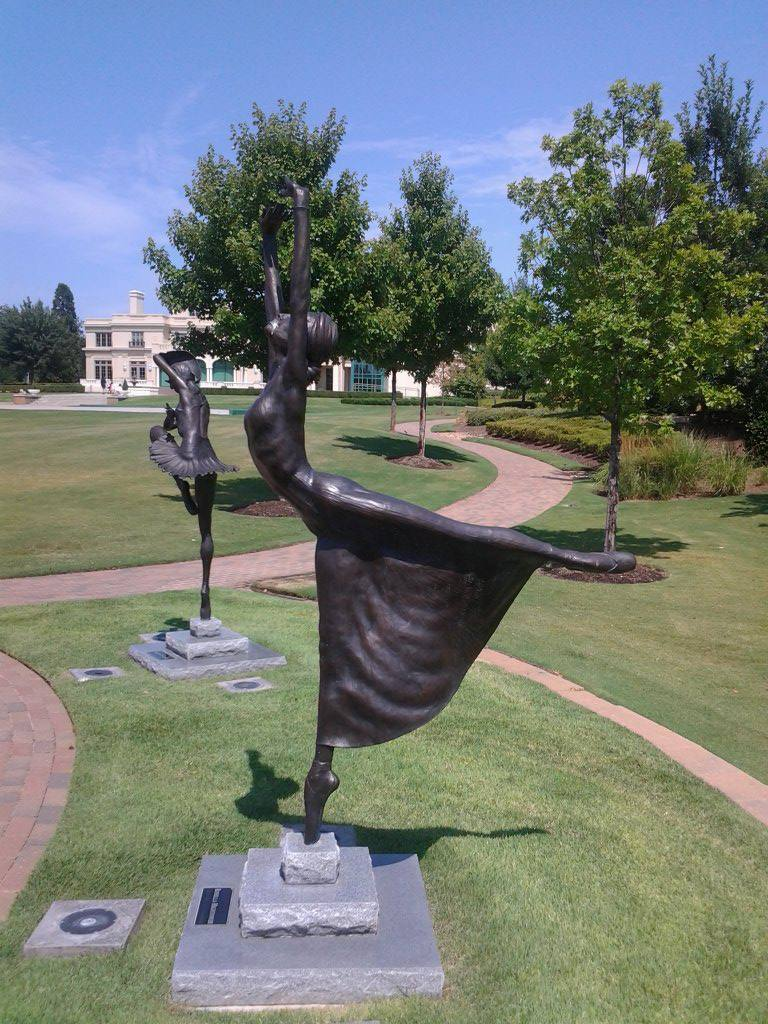
V. l. n. r. Marjorie Tallchief, Rosella Hightower

Rosella Hightower (* 10. Januar 1920 in Durwood, Oklahoma; † 4. November 2008 in Cannes, Frankreich) war eine US-amerikanische Balletttänzerin, die sowohl in den USA als auch in Europa bekannt war.

## Herkunft
Rosella Hightower wurde in Durwood, Oklahoma in der Nähe von Ardmore geboren. Sie war das einzige Kind von Charles Edgar Hightower und seiner Frau Eula May Flanning. Ihr Vater gehörte dem Stamm der Choctaw an. Als er eine neue Stelle bei der Missouri-Kansas-Texas Railroad-Gesellschaft annahm, zog die Familie nach Kansas City. Hier begann Rosella ihre Ausbildung zur Tänzerin bei Dorothy Perkins.

## Europa
Als 1937 der russische Choreograph und Tänzer Léonide Massine in Kansas City auftrat, lud er Hightower ein, seiner neuen Ballettkompanie in Monte Carlo beizutreten. Als Hightower auf eigene Kosten dorthin flog, stellte sie fest, dass sie zunächst nur an einem weiteren Vortanzen teilnehmen sollte. Sie wurde dann aber in die Kompanie aufgenommen und lernte ihren späteren Tanzpartner André Eglevsky kennen. Nach Ausbruch des Zweiten Weltkrieges kehrte Hightower nach New York zurück und nahm ein Engagement beim American Ballet Theatre an.
1946 wechselte sie zum Ballett von Oberst Wassily de Basil, das unter dem Namen Original Ballet Russe auftrat. Nach einer Aufführung von Giselle im März 1947 in der Metropolitan Opera wurde sie von dem Kritiker John Martin bejubelt. Ursprünglich war Alicia Markova für die Hauptrolle vorgesehen. Sie erkrankte jedoch und Hightower musste in nur fünf Stunden die Rolle einstudieren. Martin schrieb anschließend: „Das Original Ballet Russe hatte keine Neuigkeiten für den Eröffnungsabend geplant … nichtsdestotrotz gab es eine größere Neuigkeit auf dem Programm: Das war der unangekündigte erste Auftritt von Rosella Hightower in der Titelrolle der Giselle.“ Er nannte ihren Auftritt „eine gründlich bewundernswerte Leistung, die ihr Ovationen vom Publikum einbrachten.“
Drei Tage später schrieb Martin in seiner Kritik des Schwanensee: „Der neueste Star am Balletthimmel“.
Im gleichen Jahr nahm sie eine Einladung des Marquis George de Cuevas an, Mitglied seiner neuen Kompanie Grand Ballet du Marquis de Cuevas (kurz: Cuevas Ballet) zu werden. Mitentscheidend für ihren Wechsel war die Zusammenarbeit mit der Choreographin Bronislava Nijinska in der neuen Kompanie. Nijinska entwarf für Hightower das Ballett Rondo Capriccioso. In einem anderen Stück, Piège de Lumière von John Taras, tanzte Hightower einen Schmetterling in einem Tropenwald, der eine Gruppe entflohener Häftlinge verzaubert.
Als Cuevas 1961 starb, löste sich die Truppe auf und Hightower, mittlerweile über 40 Jahre alt, zog sich allmählich von der Bühne zurück. 1962 trat sie noch mehrmals auf, unter anderem mit Erik Bruhn und Rudolf Nurejew, und eröffnete die Ballettschule Centre de Danse Classique in Cannes, wo der spätere Solo-Tänzer und Schauspieler am Theater der Stadt Heidelberg Harald Beutelstahl (* 1936 in München) zu ihren Schülern gehörte.
In den 1970er und 1980er Jahren stand sie mehreren Ballettkompanien vor: dem Marseilles Ballet von 1969 bis 1972, dem Ballet des Grand Théâtre in Nancy von 1973 bis 1974, dem Ballett der Pariser Oper von 1980 bis 1983 und dem La Scala Ballet in Mailand von 1985 bis 1986.
Rosella Hightower wurde am 4. November 2008 tot in ihrem Haus in Cannes aufgefunden. Es wird angenommen, dass sie am frühen Morgen oder in der vorhergehenden Nacht an einem Schlaganfall verstorben war.
Hightower war seit 1952 mit Jean Robier, einem französischen Künstler und Designer, verheiratet. Sie hatten eine Tochter, Dominique (* 1955).

## Ehrung
Zusammen mit vier anderen  Tänzerinnen indianischer Abstammung (Yvonne Chouteau, Moscelyne Larkin, Maria Tallchief und Marjorie Tallchief) wurde Hightower mit einer Statue, genannt The Five Moons, geehrt. Die Statue befindet sich im Garten der Tulsa Historical Society (Tulsa, Oklahoma).